# Shi Jiaonai
Shi Jiaonai (chinês tradicional: Shī jiào nài, chinês simplificado: 施教耐; Filipinas, 29 de novembro de 1920 – Xangai, 24 de novembro de 2018) foi um fisiologista de plantas chinês. Ele foi um membro da Liga Democrática da China (Minmeng).

## Biografia
Em 1920, Shi nasceu nas Filipinas, enquanto sua casa ancestral é original de Jinjiang, Fuquiém. Retornou à China em 1940 e, em 1944 formou-se em botânica na Universidade de Zhejiang.
Em 1991, foi eleito membro da Academia Chinesa de Ciências. Também foi pesquisador do Instituto de Ciências Biológicas de Xangai antes de sua morte em novembro de 2018.
Shi fez avaços na pesquisa sobre a função estrutural e as propriedades reguladoras da enzima que metaboliza o carbono vegetal.

## Prêmios
- 1987 Segundo Prêmio para o Progresso Científico e Tecnológico, Academia Chinesa de Ciências
- 1989 Excelentes Intelectuais Chineses Ultramarinos Retornados na China
- 2000 Fundação Ho Leung Ho Lee